# Château de la Villatte
Le château de la Villatte est un château français situé à Montigné-le-Brillant, dans le département de la Mayenne et la région des Pays de la Loire. 

## Histoire
Il s'agit d'un château moderne du XIXe siècle avec une haute tour carrée. M. Trochon de la Tréhardière, propriétaire en 1870, a fait élever sur le versant de la colline, en face du bourg, une statue de la Sainte-Vierge de 2 mètres 10 de hauteur. L'érection de la statue de la Sainte Vierge est due au zèle du curé et des paroissiens qui travaillèrent pendant deux mois aux terrassements et au détournement de la route. 
Le domaine est vendu par les héritiers de Madeleine Maucourt de Bourjolly à Guillaume Lelièvre, de Mayenne, 1772. Louis de Dieusie y avait hypothéqué deux rentes, dont l'une à Louis Duchemin de la Frogerie, prêtre, 1773.
La Petite-Villatte, appartenait à Simon-Brice Coupel de Bellée, 1744. Jacques Regereau, qui y demeurait, est déclaré très suspect, l'un de ceux qui s'opposèrent au serment pour la nomination des maire et procureur, en mars 1794.